# Quasieulia endela
Quasieulia endela es una especie de polilla de la familia Tortricidae. Se encuentra en Guatemala.